# عین شیخ
عین شیخ، روستایی از توابع بخش دیلمان شهرستان سیاهکل در استان گیلان ایران است.

## زبان
گویش مردم روستای عین شیخ به زبان گالشی(دیلمی) و کرمانجی میباشد

## جمعیت
این روستا در دهستان دیلمان قرار دارد و براساس سرشماری مرکز آمار ایران در سال ۱۳۸۵، جمعیت آن ۳۱۵ نفر (۱۰۳خانوار) بوده‌است.